# Pskow-Passażyrskij
Pskow-Passażyrskij (ros. Псков-Пассажирский) – stacja kolejowa w Pskowie, w obwodzie pskowskim, w Rosji. Znajdują się tu 2 perony.

## Historia
Stacja powstała w 1862 na Kolei Warszawsko-Petersburskiej pomiędzy stacjami Czerskaja a Toroszyńsk. Nosiła wówczas nazwę Psków. Jeszcze w XIX w., wraz ze zbudowaniem Kolei Pskowsko-Ryskiej, stała się węzłem kolejowym.
O godzinie 15:05 2 marca?/15 marca 1917, w wagonie stojącym na stacji Psków, cesarz rosyjski Mikołaj II podpisał akt abdykacji w imieniu swoim i syna carewicza Aleksego. Obecnie na budynku stacji znajduje się tablica upamiętniająca to wydarzenie.

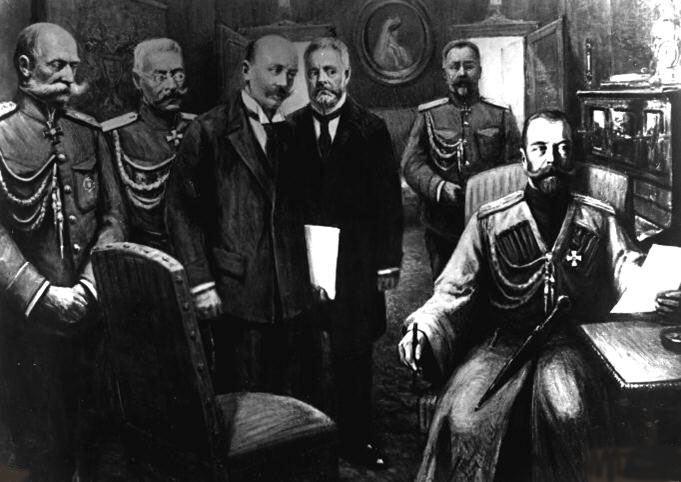
Abdykacja Mikołaja II
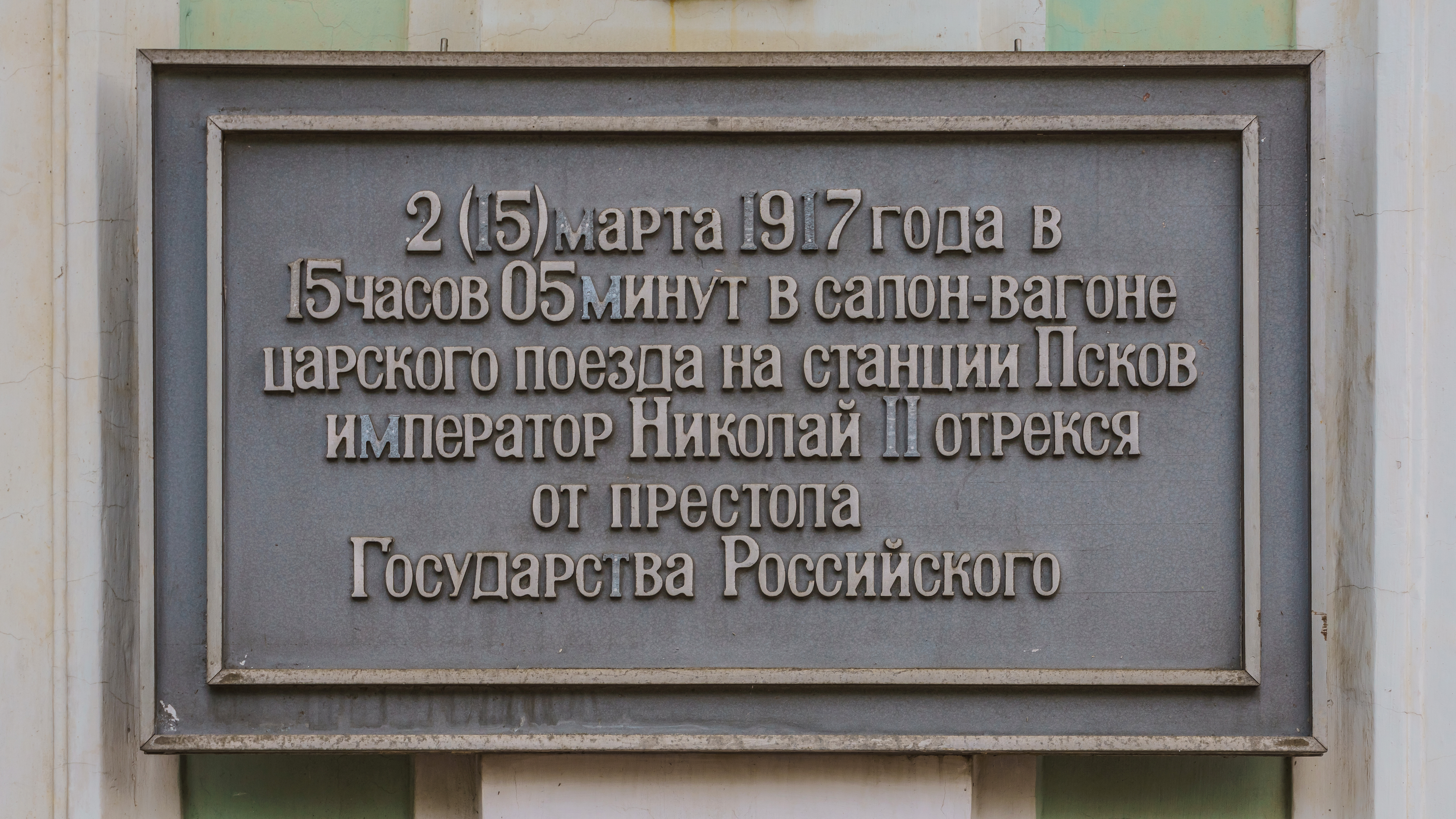
Tablica pamiątkowa upamiętniająca abdykację Mikołaja II
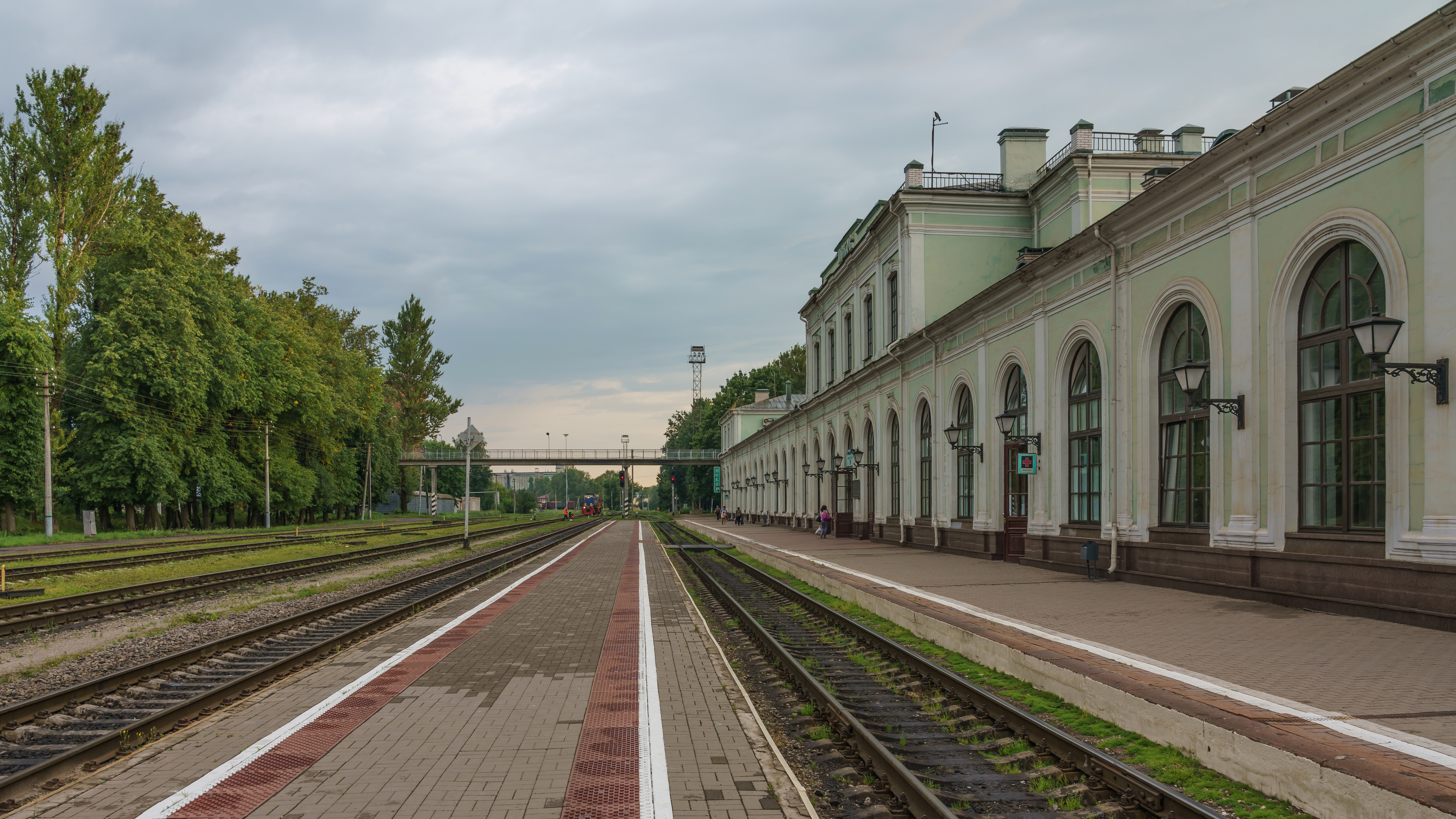
Perony